# Gustaf Andersson (Orgelbauer)
Gustaf Andersson (* 1797 in Tortuna, Västmanland; † 21. März 1872 in Tärna, Västmanland) war ein schwedischer Orgelbauer und Musiker in der ersten Hälfte des 19. Jahrhunderts.

## Leben
1814 bis 1815 studierte er Harmonie an der Königlich Schwedischen Musikakademie. Bis 1819 arbeitete er dann beim Instrumenten- und Spieluhrenbauer Pehr Strand (1756–1826) in Stockholm. Dort war sein Arbeitskollege der jüngste Sohn von Pehr Strand, Pehr Zacharias (1797–1844). Beide erhielten 1820 ein Stipendium, für einen Auslandsaufenthalt. Andersson arbeitete während dieser Zeit auch bei J.G. Mende in Leipzig und von Knoblauch in Dresden.
1823 begann er ein Studium an der Königlich Schwedischen Musikakademie in Stockholm und wurde anschließend privilegierter Orgelbauer. Fortan zählte er zusammen mit Pehr Zacharias Strand und Johan Niclas Söderling aus Göteborg, zu den führenden schwedischen Orgelbauern in der ersten Hälfte des 18. Jahrhunderts. 
Sein Sohn, Franz Andersson (1827–1869), ging später bei ihm in die Lehre. Auch er ging ins Ausland und studierte u. a. auch in Köln bei der Orgelbaufirma Sonrek. 1853 erhielt er das Orgelbauerprivileg. Seit 1850 führte er den Betrieb bereits zusammen mit seinem Vater. 
Andersson hat insgesamt 45 Orgelbauten geschaffen, von denen zwölf noch erhalten sind.

## Werkliste
| Jahr      | Ort                                    | Gebäude        | Bild | Manuale | Register | Bemerkungen                                         |
| --------- | -------------------------------------- | -------------- | ---- | ------- | -------- | --------------------------------------------------- |
| 1826      | Östra Husby, Östergötland              |                |      |         |          |                                                     |
| 1831      | Valö, Uppland                          |                |      |         |          |                                                     |
| 1833      | Vittinge, Uppland                      |                |      |         |          | zusammen mit Jonas Wengström                        |
| 1834      | Husby-Långhundra, Uppland              |                |      |         |          |                                                     |
| 1835      | Rinna, Östergötland                    |                |      |         |          |                                                     |
|           | Stockholm                              | Freimaurerloge |      |         |          | jetzt Trefaldighetskyrkan, Örebro                   |
| 1848      | Fogdö, Södermanland                    |                |      |         |          |                                                     |
| 1850      | Vansö, Södermanland                    |                |      |         |          |                                                     |
| 1854      | Tortuna, Västmanland                   |                |      |         |          |                                                     |
| 1855      | Rönö, Östergötland                     |                |      |         |          |                                                     |
|           | Åbo Akademi, Solennitetssaal, Finnland |                |      |         |          |                                                     |
| 1824      | Frösunda, Uppland                      |                |      |         |          | Prospekt erhalten                                   |
| 1828      | Tillinge, Uppland                      |                |      |         |          | Prospekt erhalten                                   |
| 1828      | Markim, Uppland                        |                |      |         |          | Prospekt erhalten                                   |
| 1828      | Orkesta, Uppland                       |                |      |         |          | Prospekt erhalten                                   |
| 1831      | Björsäters, Östergötland               |                |      |         |          | Prospekt erhalten                                   |
| 1833      | Törnevalla, Östergötland               |                |      |         |          | Prospekt erhalten                                   |
| 1835      | Almunge, Uppland                       |                |      |         |          | Prospekt erhalten                                   |
| 1837      | Blidö, Södermanland                    |                |      |         |          | Prospekt erhalten; jetzt Skå , Uppland              |
| 1838      | Stora Skedvi, Dalarna                  |                |      |         |          | Prospekt erhalten                                   |
| 1838      | Knutby, Uppland                        |                |      |         |          | Prospekt erhalten                                   |
| 1844      | Vårdinge, Södermanland                 |                |      |         |          | Prospekt erhalten                                   |
| 1845      | Frustuna, Södermanland                 |                |      |         |          | Prospekt erhalten                                   |
| 1846      | Västerhaninge, Södermanland            |                |      |         |          | Prospekt erhalten                                   |
| 1846      | Tumbo, Södermanland                    |                |      |         |          | Prospekt erhalten                                   |
| 1849      | Ärla, Södermanland                     |                |      |         |          | Prospekt erhalten                                   |
| 1850      | Kårsta, Uppland                        |                |      |         |          | Prospekt erhalten                                   |
| 1852–1853 | Jönköping                              | Kristine kyrka |      |         |          | Prospekt erhalten; zusammen mit Per Larsson Åkerman |
| 1853      | Grangärde, Dalarna                     |                |      |         |          | Prospekt erhalten                                   |
| 1857      | Tillberga, Västmanland                 |                |      |         |          | Prospekt erhalten                                   |